# دکسوس
دکسوس (انگلیسی: Dexus) شرکت املاک استرالیایی است، که در سال ۲۰۰۰ تأسیس شد.